# Greg Broadmore
Greg Broadmore est un concept designer, artiste, écrivain et sculpteur né en 1972 à Whakatane en Nouvelle-Zélande.
Basé à Wellington depuis 2000, il a travaillé en tant que designer, artiste et écrivain depuis 2002 pour la société Weta Workshop, et a occupé le poste de concept designer sur les films King Kong, Le Monde de Narnia : Le Lion, la Sorcière blanche et l'Armoire magique, Les Aventures de Tintin : Le Secret de La Licorne et de concept designer principal sur le film District 9 de Neill Blomkamp en 2009.
Broadmore est cependant principalement connu pour son travail sur l'univers steampunk du Dr Grordbort, qu'il a créé en 2008.

## Concept designer
- 2005 : King Kong de Peter Jackson
- 2005 : Le Monde de Narnia : Le Lion, la Sorcière blanche et l'Armoire magique (The Chronicles of Narnia: The Lion, the Witch and the Wardrobe) d'Andrew Adamson
- 2007 : Black Sheep de Jonathan King
- 2009 : District 9 de Neill Blomkamp
- 2009 : Avatar de James Cameron
- 2011 : Les Aventures de Tintin : Le Secret de La Licorne (The Adventures of Tintin : The Secret of the Unicorn) de Steven Spielberg
- 2014 : Godzilla de Gareth Edwards (créature designer)

## Caméo
- 2006 : Recreating the Eighth Wonder: The Making of 'King Kong' (documentaire)
- 2006 : Skull Island: A Natural History (documentaire)
- 2009 : Conception and Design: Creating the World of 'District 9' (court métrage)
- 2011 : Ray Harryhausen: Special Effects Titan (documentaire)